# Storsteinnes
Storsteinnes es el centro administrativo del municipio de Balsfjord en Troms, Noruega. Posee una población de 998 habitantes, con una densidad de 891/km². Es sede de la capilla de Storsteinnes.

## Ubicación
Storsteinnes se localiza en el extremo sur de Sørkjosen, que es una parte de Balsfjorden. La ruta europea E6 pasa a 4 kilómetros del centro de la localidad. El río Sagelv pasa a través del pueblo y el lago Josefvatnet está a 2,5 km al noroeste. La villa de Nordkjosbotn está a 14 kilómetros al este.

## Economía
La economía se sustenta principalmente en sector servicios y agricultura. Tine tienes sus instalaciones en el lugar, produciendo geitost. También producen una variable de queso de cabra llamado Balsfjordost.